# Fernando Sáenz Lacalle

Wappen von Fernando Sáenz Lacalle

Fernando Sáenz Lacalle (* 16. November 1932 in Cintruénigo, Spanien; † 28. April 2022 in La Libertad, El Salvador) war ein spanischer Geistlicher und römisch-katholischer Erzbischof von San Salvador sowie Präsident der Bischofskonferenz von El Salvador.

## Leben
Fernando Sáenz Lacalle studierte zunächst Chemie an der Universität von Saragossa  und promovierte 1959 an der Päpstlichen Lateranuniversität in Rom in Theologie mit einer Dissertation über die Teilnahme der Gläubigen am Messopfer. Er empfing am 9. August 1959 die Priesterweihe für die Personalprälatur Opus Dei und war anschließend in Mittelamerika tätig, um die Arbeit des Opus Dei in Costa Rica und El Salvador zu unterstützen. Er war Jugendkaplan (1959–1961) und Universitätsseelsorger in San José, Costa Rica (1959–1961) sowie in San Salvador (1962–1983). Er war Vikar der Prälatur vom Heiligen Kreuz und des Opus Dei in El Salvador und leitete eine Vielzahl von Exerzitienkursen, Konferenzen und Religionskursen.
Papst Johannes Paul II. ernannte ihn am 22. Dezember 1984 zum Weihbischof in Santa Ana und Titularbischof von Tabbora. Der Papst persönlich spendete ihm am 6. Januar des folgenden Jahres die Bischofsweihe; Mitkonsekratoren waren Eduardo Martínez Somalo, Substitut des Staatssekretariates, und Duraisamy Simon Lourdusamy, Sekretär der Kongregation für die Evangelisierung der Völker. Bis 1995 war er Weihbischof dieses Bistums und engagierte sich für die Katholische Universität des Westens, die heutige Katholische Universität von El Salvador (Universidad Católica de El Salvador – UNICAES). Er hielt Vorlesungen, vermittelte Stipendien an ausländische Universitäten, um künftige Lehrer vorzubereiten und bat um Unterstützung für Projekte zur sozialen Förderung.
Am 3. Juli 1993 wurde er zum Apostolischen Administrator des Militärordinariates von El Salvador ernannt. Von diesem Amt trat er am 19. Juni 1997 zurück. Am 22. April 1995 wurde er zum Erzbischof von San Salvador ernannt. Von 1998 bis 2008 war er Präsident der Bischofskonferenz von El Salvador (CEDES). Neben anderen Aufgaben in seiner pastoralen Tätigkeit unterstützte und förderte er den Prozess der Heiligsprechung von Erzbischof Óscar Romero, den er persönlich kannte und dessen Beichtvater er war. In seiner Amtszeit wurde die Kathedrale von San Salvador 1999 fertig gestellt. Im Jahr 2001 musste er sich mit den schweren Zerstörungen befassen, die die Erdbeben im Januar und Februar desselben Jahres im Land hinterlassen hatten, und mit Hilfe von kirchlichen Gruppen aus dem Ausland Pläne für den Wiederaufbau vorantreiben.
Am 16. November 2007 legte Erzbischof Saenz sein Amt als Erzbischof altersbedingt nieder. Am 27. Dezember 2008 nahm Papst Benedikt XVI. seinen altersbedingten Rücktritt an.
Fernando Sáenz Lacalle starb zuhause im Alter von 89 Jahren nach langer Krankheit an den Folgen der Alzheimer-Krankheit.